# Cuerpo de Bomberos de Copiapó
El Cuerpo de Bomberos de Copiapó corresponde al Cuerpo de Bomberos de Chile que opera en la ciudad de Copiapó, Región de Atacama. Fue fundado el 12 de julio de 1868. Actualmente lo integran 7 compañías. 

## Historia

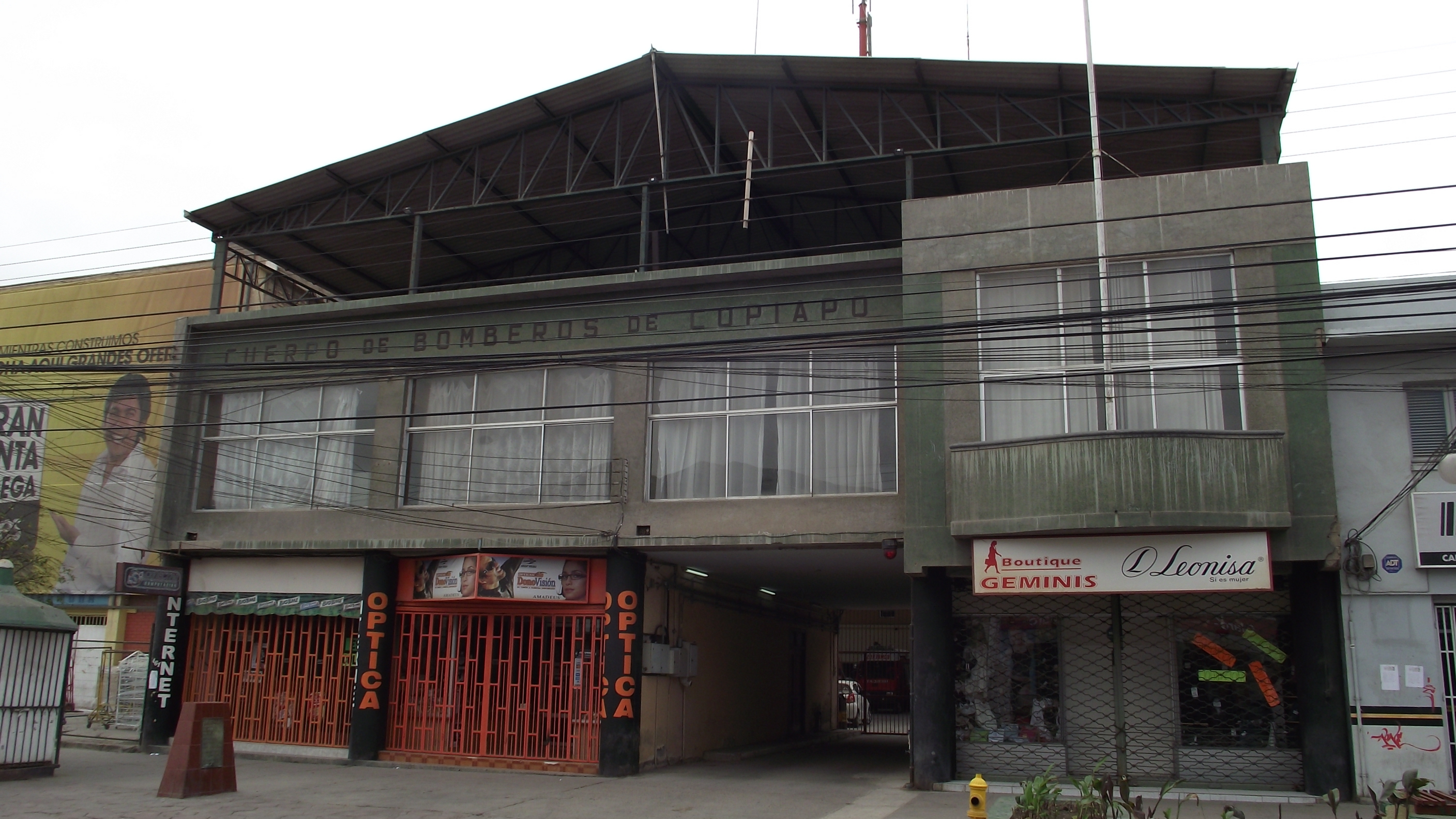
Cuartel del Cuerpo de Bomberos de Copiapó y de la Primera Compañía en 2011.

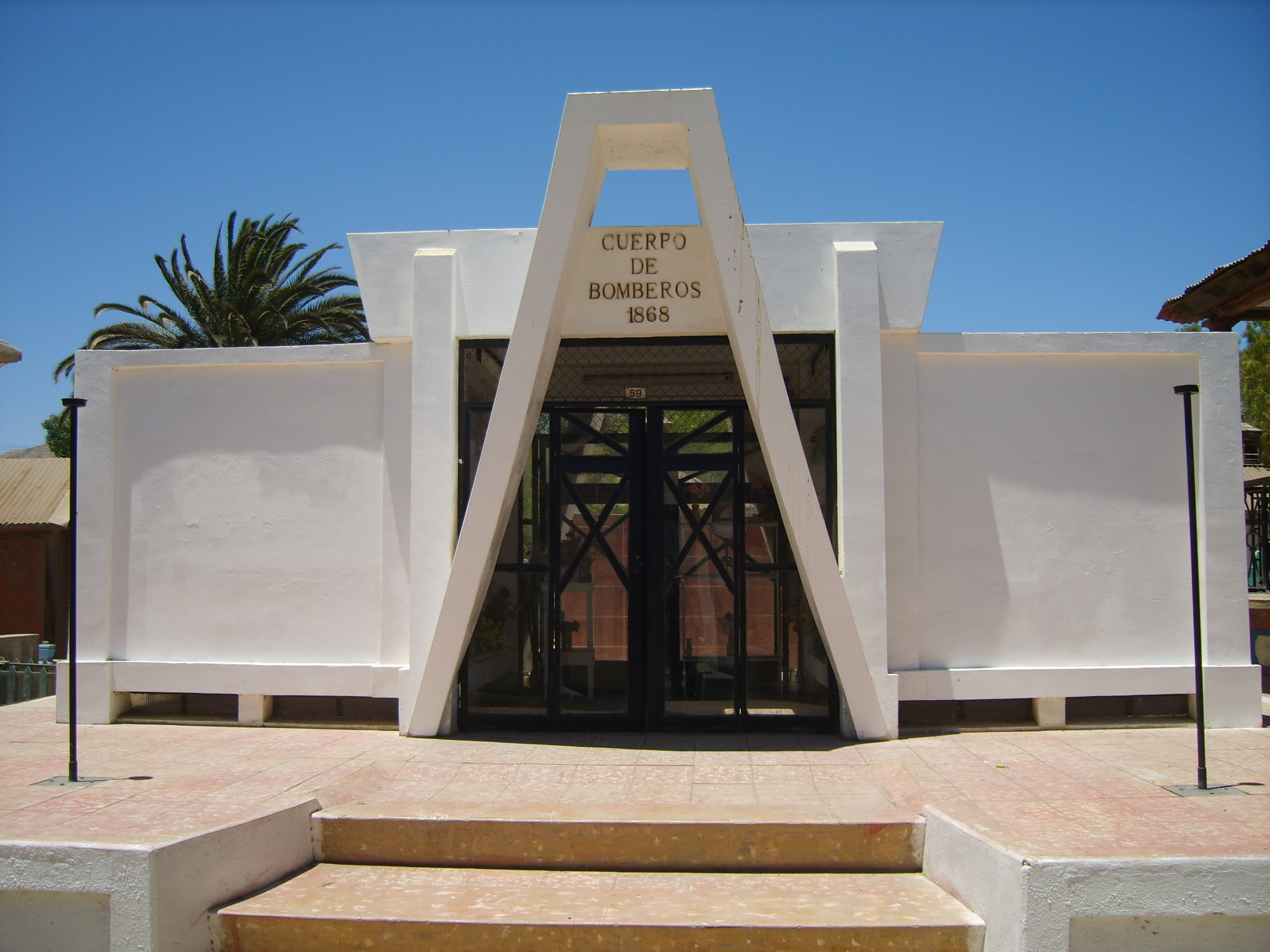
Mausoleo del Cuerpo de Bomberos de Copiapó en 2011.

Al igual que en Valparaíso, el Cuerpo de Bomberos de Copiapó fue fundado a consecuencia de dos hechos; primero un incendio, el que ocurrió en la céntrica calle Atacama de nuestra ciudad en la madrugada del 5 de abril de 1868 el que dejó millonarias pérdidas y que consumió casi una manzana entera y en segundo lugar un artículo periodístico de un diario de la época, "El Constituyente", el que fue publicado al día siguiente de este devastador incendio, mediante el cual se aprovechó de llamar al reclutamiento a los jóvenes que quisieran formar parte del Cuerpo de Bomberos Voluntarios de Copiapó.
En el siglo XIX la ciudad de Copiapó era una escala segura dentro de los viajes que efectuaban turistas europeos para conocer y visitar las riquezas entregadas por nuestro legendario mineral de Chañarcillo, yacimiento en el cual laboraban muchos de nuestros Voluntarios, por lo tanto Copiapó necesitaba de un grupo de personas que estuvieran dispuestas a atender los llamados de auxilio de la comunidad.
Gracias a la crónica publicada, en muy poco tiempo se lograron concretar conversaciones con los Cuerpos de Bomberos de Valparaíso y Santiago, a los que se le consiguieron materiales de trabajo y la instrucción básica para esta labor. Un poco más lenta y difícil fueron las colectas realizadas con el fin de reunir fondos para el futuro Cuerpo de Bomberos. Hasta que en un día 12 de julio del año 1868, es decir, tres meses después del gran incendio, se da fundación al Cuerpo de Bomberos de Copiapó naciendo la Primera Compañía "La Fraternidad" y la Segunda Compañía "Atacama y Copiapó". El Cuartel general para estas Compañías estaba ubicado en el mismo lugar donde se encuentra hoy en día.
En el mes de septiembre de 1868, comenzó a prestar servicios una Bomba a Vapor importada directamente desde Inglaterra la cual llegó a nuestra región por transporte marítimo hasta el llamado Puerto de "La Caldera" ubicado a 67 Kilómetros al noroeste de la ciudad.
Entre las particularidades que posee la historia del Cuerpo de Bomberos de Copiapó en su historia, podemos mencionar que fue un Cuerpo de Bomberos armado, ya que en el año 1879 participó como policía de la ciudad, estuvo a cargo de la custodia de los prisioneros de guerra, se encargó de sepultar a los combatientes caídos que traían a la ciudad y aportó con Voluntarios para la guerra del Pacífico obteniendo gran admiración y aprecio al participar en los "Batallones de Atacama" N° 1 y 2, los que unidos a otras tropas del resto de nuestro territorio lograron obtener el triunfo para nuestro País. Cabe destacar que pertenecieron a las filas de la institución, grandes personajes del batallón "Atacama", tal como el Capitán Rafael Torreblanca Doralea. En el año 1943, es fundada la Tercera Compañía. Años después, nuestro Cuerpo de Bomberos lamenta la muerte del Primer Voluntario caído en acto de Servicio, 1° Mártir del Cuerpo de Bomberos de Copiapó, Don Pedro Segundo Robledo de la Primera Compañía, fallecido un 18 de septiembre de 1948 al ser aplastado por una muralla de quincho que se fatigó en un incendio estructural ocurrido en calle Yerbas Buenas entre Atacama y Chañarcillo.
El Cuerpo de Bomberos de Copiapó durante sus años de vida también sufrió la pérdida de su cuartel general a raíz de una gran incendio que se desató en calle Atacama, entre Yerbas Buenas y Maipú el 24 de diciembre del año 1951, en donde el fuego luego de consumir un restaurante, un hotel, el teatro, el club libanés y varias otros pequeños locales, abrazó con sus lenguas el edificio que albergaba al Cuerpo de Bomberos, el que al ser de material ligero semejante al del resto de las edificaciones, produjeron un incendio muy difícil de controlar con los recursos que se poseían en ese tiempo. Por suerte el incendio amainó dejando de lado la posibilidad de dinamitar los edificios colindantes, los cuales estaban listos para hacerse explosionar por parte del Regimiento de Ingenieros de Atacama.
En el año 1952, la antigua Segunda Cía. "Atacama y Copiapó" es disuelta y se forma la "Pompa Italia", formada por Italianos y sus descendientes. En el año 1972 se funda la Cuarta Compañía "Voluntad y Sacrificio" y el 22 de octubre del año 2002 es fundada la Quinta Compañía "Vocación y Servicio", en el Sector de Estación Paipote.
En agosto de 2003 la institución sufre una nueva pérdida en acto de servicio: el segundo mártir, Claudio Cartagena Bugueño, de la Segunda Compañía, Pompa Italia, cuando sufre un accidente en el cerro Candelero, detrás de la Universidad de Atacama, falleciendo el día 13 de agosto, luego de cinco días en el hospital, donde gran parte de la ciudad copiapina y bomberos de otros lugares del país se unió en cadenas de oración.[cita requerida]
El 6 de agosto de 2007 se fundó la Sexta Compañía “Lealtad y Servicio”, en memoria del Superintendente Benemérito Mario Gutiérrez. El 7 de diciembre de 2022 se fundó la Séptima Compañia "Chañares de Copayapu: Unidos para Servir"

## Compañías
El Cuerpo de Bomberos de Copiapó se encuentra conformado por las siguientes compañías:
| Compañía                          | Fundación                       | Especialidad                                                         | Cuartel                          |
| --------------------------------- | ------------------------------- | -------------------------------------------------------------------- | -------------------------------- |
| Primera Compañía "La Fraternidad" | 12 de julio de 1868 (157 años)  | - Agua - Zapadores - Rescate vehicular - Rescate en altura           | Atacama #461 Copiapó             |
| Segunda Compañía "Pompa Italia"   | 7 de enero de 1952              | - Agua - Rescate técnico pesado - Rescate minero - Rescate vehicular | Av. Carmen Vilches #1021 Copiapó |
| Tercera Compañía                  | 12 de mayo de 1943 (82 años)    | - Agua - HAZMAT - Rescate vehicular                                  | Conrado Araya #1739 Copiapó      |
| Cuarta Compañía                   | 8 de junio de 1972 (53 años)    | - Agua - Rescate técnico pesado - Rescate vehicular - Rescate minero | Flora Normilla #701 Copiapó      |
| Quinta Compañía                   | 22 de octubre de 2002 (22 años) | - Agua - Rescate vehicular                                           | Rahue #1357 Copiapó              |
| Sexta Compañía                    | 6 de agosto de 2007 (17 años)   | - Agua - Incendios Forestales                                        | Los Loros #2429 Copiapó          |
| Septima Compañía                  | 7 de diciembre de 2022 (2 años) | - Agua                                                               | Fundo 2 Hermanas Copiapó         |